# Aetheorhiza
Aetheorhiza là một chi thực vật có hoa trong họ Cúc (Asteraceae), được Alexandre Henri Gabriel de Cassini thiết lập năm 1827.

## Các loài
Chi Aetheorhiza chi bao gồm 1 loài, là Aetheorhiza bulbosa.
Các nghiên cứu năm 2003, 2007 gợi ý rằng nó nên gộp vào chi Sonchus.